# リチャード・パーク
リチャード・アヴェレル・パーク (Richard Averell Parke、1893年12月13日 - 1950年8月23日) は1920年代終わりに活躍したアメリカのボブスレー選手。1928年のサンモリッツオリンピックの男子5人乗りで金メダルを獲得した。